# Primeira Batalha de Bedríaco
Primeira Batalha de Bedríaco foi uma das duas batalhas travadas no "ano dos quatro imperadores" (69) perto da vila de Bedríaco (moderna Calvatone, na Itália), a cerca de 35 quilômetros da cidade de Cremona, na Lombardia. O local exato da batalha fica entre Bedríaco e Cremona e, por isto, esta batalha é também chamada de Primeira Batalha de Cremona.

## Contexto
Otão, com o apoio da Guarda Pretoriana, depôs e assassinou seu predecessor, o imperador Galba, e reivindicou o trono para si. Porém, o legado Vitélio, governador da Germânia Inferior, que também já tinha reivindicado o trono no início do mesmo mês, iniciou sua marcha para Roma acompanhado da legiões germânicas. Suas forças se dividiram em dois exércitos, um comandado por Aulo Cecina Alieno e outro, por Fábio Valente. As forças vitelianas incluíam as legiões XXI Rapax, V Alaudae e os mais poderosos vexillationes das demais legiões estacionadas ao longo da fronteira do Reno, suportados por auxiliares batavos, uma força que chegava a 70 000 pessoas. O exército de Cecina cruzou os Alpes pelo Grande Passo de São Bernardo e invadiu o norte da Itália num ataque à cidade de Placentia (moderna Placência) que foi repelido pela guarnição otoniana. Cecina então recuou para Cremona e esperou a chegada do exército de Valente.
Otão partiu de Roma em 14 de Roma e marchou para o norte para dar combate aos invasores, deixando seu irmão, Ticiano, no controle da situação em Roma. Ao chegar, estabeleceu sua base em Brixellum (Brescello). Estavam com ele a I Adiutrix, a XIII Gemina, um vexillatio da XIIII Gemina, a Guarda Pretoriana e uma força de gladiadores. Entre seus oficiais estavam generais como Caio Suetônio Paulino, que, como governador da Britânia, havia derrotado Boadiceia oito anos antes, mas Otão, preferiu chamar Ticiano para comandar suas forças.
Antes mesmo de ele chegar, uma escaramuça já havia acontecido. Cecina havia tentado armar uma emboscada numa vila chamada Locus Castorum, a meio caminho entre Bedríaco e Cremona pela Via Postumia. Porém, os otonianos foram informados e seu exército marchou para lá, liderado por Suetônio Paulino, que venceu o combate e obrigou um novo recuo de Cecina. Fábio Valente finalmente se encontrou com ele, vindo da Germânia por um caminho mais longo através da Gália.

## Batalha
Ticiano assumiu o comando geral das tropas otonianas assim que chegou e decidiu marchar para Cremona para lutar, desprezando o conselho de Paulino e dos demais generais, que queria esperar por outras legiões que ainda estavam para chegar. O próprio Otão permaneceu em Brixellum para esperar o resultado. Em 14 de abril, os dois exércitos se encontraram na Via Postumia, mais perto de Cremona do que de Bedríaco, com as forças otonianas cansadas da longa marcha. Os combates mais duros ocorreram no encontro da I Adiutrix, que havia sido recentemente montada com marinheiros da Classis Ravennas, com a veterana XXI Rapax de Vitélio. A Adiutrix se saiu bem inicialmente, capturando a águia da Rapax, mas teve seu oficial comandante morto na tentativa da XXI de recuperá-la. A XIII Gemina foi derrotada pela V Alaudae e, quando a força batava de Vitélio atacou o flanco da Adiutrix, Ticiano foi derrotado. Segundo Dião Cássio, cerca de 40 000 pessoas morreram nesta batalha. O que restou das tropas de Otão recuou para Bedríaco e, no dia seguinte, se rendeu e jurou fidelidade a Vitélio.
Quando as notícias da derrota chegaram a Brixellum, as tropas de Otão o incentivaram a continuar a luta com as legiões que ainda estavam para chegar. Porém, ele preferiu se suicidar do que provocar mais mortes, depois de ser imperador por menos de 3 meses. Vitélio continuou sua marcha para Roma, onde entrou triunfalmente para ser reconhecido imperador pelo Senado.